# América de Cali
América de Cali is een Colombiaanse voetbalclub uit Cali.
De club werd in 1927 opgericht en was het eerste professionele voetbalteam van het land. De beginjaren van het voetbal in Colombia, dat in 1948 met een competitie van start ging, waren niet zo succesvol. In 1960 werd voor het eerst de vicetitel binnen gehaald en de eerste deelname aan de Copa Libertadores volgde in 1969.
In 1979 brak een nieuw tijdperk aan toen Gabriel Ochoa Uribe als trainer aangetrokken werd. Hij bleef twaalf jaar en zorgde voor de ene titel na de andere. Bovendien haalde de club drie keer op rij de finale van de Copa Libertadores (1985/87) maar heeft deze nooit gewonnen.
Na het vertrek van Uribe in 1991 vreesde men dat de club zou wegzakken maar een jaar later werd opnieuw de titel binnen gehaald en in 1996 stond de club voor de vierde keer in de finale van de Copa Libertadores, dit keer was River Plate te sterk.
Ondanks het feit dat de club nog titels won in het nieuwe millennium begon een economische crisis. Door banden met drugskartels in het verleden werd geld in de Verenigde Staten (1 miljoen $) bevroren en kreeg de club grote schulden. De voorbije jaren moest de club overleven zonder een sponsor en leven van de toeschouwersinkomsten en het verkopen van truitjes.

## Erelijst
- Categoría Primera A

1979, 1982, 1983, 1984, 1985, 1986, 1990, 1992, 1997, 2000, 2001, 2002 (A), 2008 (F), 2019 (F), 2020.
- Copa Libertadores

Finalist: 1985, 1986, 1987, 1996.
- Copa Merconorte

1999.

## Kampioensteams
- 1979 — Juan Manuel Battaglia [Par], Jorge Ramón Cáceres [Arg], Alfonso Cañón, Julio Edgar Gaviria, Carlos Alfredo Gay [Arg], Sabino Gerardo González Aquino [Par], Guillermo Jiménez, Aurelio José Pascuttini [Arg], Libardo Perdigón [Arg], Juan Penagos, Wilson Américo Quiñónez, Luis Eduardo Reyes, Nelson Silva Pacheco [Uru], Luis Valencia, Ramiro Viáfara. Trainer-coach: Gabriel Ochoa Uribe.
- 1982 — Roque Raúl Alfaro [Arg], Juan Manuel Battaglia [Par], Juan Caicedo, Gabriel Chaparro, Oswaldo Damiano [Arg], Antony de Ávila, Víctor Espinoza, Julio César Falcioni [Arg], Julio Franco [Uru], Gilberto García, Sabino Gerardo González Aquino [Par], Víctor Lugo, Juan Penagos, Heberto Quiñónez, Luis Eduardo Reyes, Humberto Sierra, Hugo Valencia. Trainer-coach: Gabriel Ochoa Uribe.
- 1983 — Rafael de Jesús Agudelo, Roque Raúl Alfaro [Arg], Juan Manuel Battaglia [Par], Claudio Darío Casares [Arg], Juan Caicedo, Gabriel Chaparro, Antony de Ávila, Julio César Falcioni [Arg], Sabino Gerardo González Aquino [Par], Víctor Lugo, Luis Antonio Marcoletta [Chi], Willington Ortiz, Juan Penagos, Jorge Porras, Luis Eduardo Reyes, Humberto Sierra, Daniel Edgardo Teglia [Arg], Hugo Valencia. Trainer-coach: Gabriel Ochoa Uribe.
- 1984 — Juan Manuel Battaglia [Par], Gabriel Chaparro, César Cueto [Per], Antony de Ávila, Armando Díaz, Julio César Falcioni [Arg], Gerardo González Aquino [Par], Carlos González Puche, Guillermo La Rosa [Per], Víctor Lugo, Willington Ortiz, Juan Penagos, Eduardo Pimentel, Jorge Porras, Luis Eduardo Reyes, Gonzalo Soto, Hugo Valencia, Henry Viáfara. Trainer-coach: Gabriel Ochoa Uribe.
- 1985 — Jairo Ampudia, Juan Manuel Battaglia [Par], Roberto Cabañas [Par], John Edison Castaño, Gabriel Chaparro, Antony de Ávila, Luis Armando Díaz, Alex Escobar, Julio César Falcioni [Arg], Ricardo Alberto Gareca [Arg], Gerardo González Aquino [Par], Hernán Darío Herrera, Willington Ortiz, Juan Penagos, Jorge Porras, Luis Eduardo Reyes, Pedro Sarmiento, Gonzalo Soto, Hugo Valencia, Henry Viáfara, Pedro Zape. Trainer-coach: Gabriel Ochoa Uribe.
- 1986 — Jairo Ampudia, Juan Manuel Battaglia [Par], Roberto Cabañas [Par], John Edison Castaño, Antony de Ávila, Luis Armando Díaz, Alex Escobar, Víctor Espinoza, Enrique Simón Esterilla, Julio César Falcioni [Arg], Ricardo Alberto Gareca [Arg], Gerardo González Aquino [Par], Hernán Darío Herrera, Luis Fernando Herrera, Carlos Luis Ischia [Arg], Víctor Luna, Orlando Maturana, Willington Ortiz, Pedro Sarmiento, Albeiro Usuriaga, Henry Viáfara, Pedro Zape. Trainer-coach: Gabriel Ochoa Uribe.
- 1990 — Sergio Angulo, Carlos Asprilla, Jorge Raúl Balbis [Arg], Wilmer Cabrera, Mario Coll, Jorge da Silva [Uru], Antony de Ávila, Alex Escobar, Hernán Darío Herrera, Alexis Mendoza, Orlando Maturana, Luis Antonio Moreno, Eduardo Niño, Wilson Pérez, Eduardo Pimentel, Miguel Prince, Freddy Rincón. Trainer-coach: Gabriel Ochoa Uribe.
- 1992 — Leonel Álvarez, Jorge Bermúdez, Wilmer Cabrera, Jorge da Silva [Uru], Antony de Ávila, Alex Escobar, Néstor Ariel Fabri [Arg], Miguel Guerrero, Jorge Gutiérrez, Harold Lozano, Orlando Maturana, Alexis Mendoza, Luis Antonio Moreno, Eduardo Niño, Bernardo Redín, Freddy Rincón, Néstor Villareal [Arg], Carlos Zúñiga. Trainer-coach: Francisco Maturana.
- 1997 — James Cardona, Jairo Castillo, Diego Gómez, Carlos Gutierrez, Néstor Adrián Lotártaro [Arg], Foad Maziri, Leonardo Fabio Moreno, Eduardo Niño, Wilmer Ortegón, Daniel Fernando Peinado [Arg], Alexander Perafán, Ricardo Pérez, Carlos Rendón, Julián Téllez, John Fredy Tierradentro, Adolfo Valencia, William Zapata. Trainer-coach: Luis Augusto García.
- 2000 — Luis Asprilla, Iván Darío Bahamón, Luis Barbat [Uru], Jaime Bedoya, Arley Betancourt, Diego Bonilla, Rubén Bustos, John Cano, Jairo Castillo (tot augustus), Helmer Caniche, Alexander del Castillo, Leonardo Enciso, David Ferreira, André Gomes [Bra], Carlos González, Jersson González, Héctor Hurtado, Víctor Mafla, Foad Maziri, Nilson Pérez, Ricardo Pérez, Mauricio Romero, Jefferson Torres [Ecu], Fabián Vargas, Humberto Vera, John Viáfara, Kilian Virviescas, William Zapata. Trainer-coach: Jaime de la Pava.
- 2002 — Luis Asprilla, Jorge Banguero, Luis Barbat [Uru], Rubén Bustos, Jairo Castillo, David Ferreira, Sergio Herrera, Iván López, Edison Mafla, Foad Maziri, José Moreno, Tressor Moreno, Pablo Navarro, Julián Téllez, Arnulfo Valentierra, Fabián Vargas, Julián Vasquez, Julián Viáfara, Kilian Virviescas, William Zapata.